# Rivière-les-Fosses
Rivière-les-Fosses is een gemeente in het Franse departement Haute-Marne (regio Grand Est) en telt 214 inwoners (1999). De plaats maakt deel uit van het arrondissement Langres.

## Geografie
De oppervlakte van Rivière-les-Fosses bedraagt 18,5 km², de bevolkingsdichtheid is 11,6 inwoners per km².
De onderstaande kaart toont de ligging van Rivière-les-Fosses met de belangrijkste infrastructuur en aangrenzende gemeenten.

## Demografie
Onderstaande figuur toont het verloop van het inwonertal (bron: INSEE-tellingen).